# کاتلگو فلا
کاتلگو فلا (انگلیسی: Katlego Mphela؛ زادهٔ ۲۹ نوامبر ۱۹۸۴) یک بازیکن فوتبال اهل آفریقای جنوبی است.
وی همچنین در تیم ملی فوتبال آفریقای جنوبی بازی کرده‌است.